# Jørgen Bojsen-Møller
Jørgen Bojsen-Møller (* 17. April 1954 in Stege) ist ein dänischer Segler.

## Erfolge
Jørgen Bojsen-Møller nahm an vier Olympischen Spielen in der Bootsklasse Flying Dutchman teil. Zunächst bildete er mit seinem Bruder Jacob ein Team, mit dem er bei seinem Olympiadebüt 1980 in Moskau den sechsten Platz belegte. Vier Jahre darauf verpassten sie in Los Angeles als Viertplatzierte mit 52,4 Gesamtpunkten knapp einen Medaillengewinn, der Rückstand zum Bronzeplatz betrug 3,7 Punkte. Bei den Olympischen Spielen 1988 in Seoul startete Bojsen-Møller mit Christian Grønborg. Sie beendeten die Regatta vor den Norwegern Erik Bjørkum und Ole Petter Pollen sowie Frank McLaughlin und John Millen aus Kanada und wurden somit Olympiasieger. Mit einer Gesamtpunktzahl von 31,4 Punkten erhielten sie die Goldmedaille. 1992 trat er in Barcelona an der Seite seines Cousins Jens Bojsen-Møller an, mit dem ihm ebenfalls ein Medaillengewinn gelang. Die beiden belegten mit 37,7 Gesamtpunkten den dritten Rang hinter dem spanischen und dem US-amerikanischen Boot und gewannen so die Bronzemedaille.
Bei Weltmeisterschaften sicherte sich Bojsen-Møller zwischen 1988 und 2018 insgesamt 13 Medaillen und wurde dabei neunmal Weltmeister. Seinen ersten Titel gewann er 1988 in Medemblik mit Christian Grønborg, ehe ihm 1990 in Newport und 1993 in Travemünde der Titelgewinn mit seinem Cousin Jens gelang. Alle weiteren Medaillen gewann er mit seinem Bruder Jacob, darunter die Goldmedaillen  2001 in Gilleleje, 2005 am Balaton, 2007 in Los Alcázares, 2009 in Medemblik, 2016 in Steinhude und 2018 in Medemblik. Mehrere Male wurde Bojsen-Møller zudem Europameister. Er war mit 16 Siegen bei der Kieler Woche Halter der Bestmarke bei dieser Veranstaltung, bis er 2009 von Wolfgang Hunger überholt wurde.